# برايان جيبسون (كاتب)
برايان جيبسون (بالإنجليزية: Brian Gibson)‏ هو منتج أفلام وكاتب سيناريو ومخرج بريطاني، ولد في 22 سبتمبر 1944 في ريدنغ في المملكة المتحدة، وتوفي في 4 يناير 2004 في لندن في المملكة المتحدة.

## وصلات خارجية
- برايان جيبسون على موقع IMDb (الإنجليزية)
- برايان جيبسون على موقع ألو سيني (الفرنسية)
- برايان جيبسون على موقع أول موفي (الإنجليزية)
- برايان جيبسون على موقع قاعدة بيانات الأفلام السويدية (السويدية)
- برايان جيبسون على موقع قاعدة بيانات الفيلم (الإنجليزية)
- برايان جيبسون على موقع كينوبويسك (الروسية)